# Datu Sinsuat
Datu Sinsuat Balaparan (Taviran, 5 juni 1878 - 1947) was een Filipijns datu en politicus. 

## Biografie
Sinsuat Balaparan werd geboren op 5 juni 1878 in Taviran, tegenwoordig onderdeel van de gemeente Kabuntalan in de Filipijnse provincie Maguindanao. Hij studeerde Arabische literatuur middels privéonderwijs. Van 1903 tot 1923 was hij burgemeester van Dinaig, tegenwoordig gelegen in de gemeente Datu Odin Sinsuat. Aansluitend was Datu Sinsuat tot 1931 speciaal adviseur van de gouverneur van Cotabato.
In 1931 werd Datu Sinsuat benoemd tot lid van het Filipijns Huis van Afgevaardigden namens het 4e kiesdistrict van Mindanao en Sulu. In 1934, na afloop van zijn termijn in het Huis werd hij door de Amerikaanse gouverneur-generaal van de Filipijnen Frank Murphy benoemd tot senator namens het 12e Senaatsdistrict. Een jaar later werden de Senaat en het Huis van Afgevaardigden opgeheven en vervangen door een eenkamerig Assemblee van de Filipijnen. Hierdoor kwam de termijn van Datu Sinsuat vroegtijdig ten einde. Bij de verkiezingen van 1935 werd hij gekozen tot afgevaardigde van Cotabato in dat Assemblee, met een termijn tot 1938
Datu Sinsuat overleed in 1947. Hij was getrouwd met Bai Piñagtayon. Zes van zijn zonen waren politiek actief. Zijn zonen Pidtukasan en Udin Sinsuat waren burgemeester van Dinaig. Mando was burgemeester van Cotabato City, Duma Sinsuat was gouverneur en lid van de Constitutionele Conventie in 1971. Blah Sinsuat was afgevaardigde en lid van de Batasang Pambansa. Zijn zoon Mama Sinsuat was Voorzitter van de Commission for National Integration.

### Boeken
- Felixberto G. Bustos, Abelardo J. Fajardo (1934) New Philippines; a book on the building up of a new nation, Carmelo & Bauermann, Inc.
- Miguel R. Cornejo (1939) Cornejo's Commonwealth directory of the Philippines, Encyclopedic ed., Manilla
- Zoilo M. Galang (1958) Encyclopedia of the Philippines, 3 ed. Vol XVIII, E. Floro, Manilla
- Remigio Agpalo, Bernadita Churchill, Peronilla Bn. Daroy en Samuel Tan (1997), The Philippine Senate, Dick Baldovino Enterprises

### Websites
- Online Roster of Philippine Legislators, website Filipijns Huis van Afgevaardigden (geraadpleegd op 8 augustus 2015)
- List of Previous Senators, website Senaat van de Filipijnen (geraadpleegd op 8 augustus 2015)